# مؤسسه فرهنگی و اطلاع‌رسانی تبیان
مؤسسه فرهنگی و اطلاع‌رسانی تبیان وابسته به سازمان تبلیغات اسلامی فعالیت می‌کند و در سال ۱۳۸۰ تأسیس شده‌است. مؤسسهٔ تبیان دارای یک وب‌گاه چند زبانه است که خدمات آموزشی-فرهنگی گوناگونی به بازدیدکنندگان ارائه می‌دهد.:
برخی اقدامات این مؤسسه:
- پایگاه اطلاع‌رسانی: این پایگاه از تاریخ ۱ تیر ۱۳۸۱ ایجاد شد و موفق شد تا پایان سال ۱۳۸۱ در ۲۶ استان نمایندگی دایر کند.
- حمایت از تولید کنندگان محصولات فرهنگی در حوزه فناوری اطلاعات، همچنین یکی از حامیان همایش چهره‌های ماندگار.
- اینترانت و اینترنت رایگان تبیان.
- تولید و عرضه نرم‌افزار و بازی‌های رایانه‌ای[۴]
- شبکه اجتماعی تبیان
- ارائه خدمات وب‌نوشت جهت ایجاد رایگان وب‌نوشت تبلاگ به فارسی [۵]
- مشاوره در مسائل مختلف و پاسخگویی به سوالات دینی (شیعی)
- اتاق گفتگوی چت بین کاربران
- برگزاری نظرسنجی‌های مختلف
- انتشار اخبار در زمینه‌های گوناگون

## تبلاگ
موسسه تبیان درسال۱۳۸۵ سرویس وبلاگدهی خود را بنام تبلاگ راه اندازی نمود. این سرویس یک گیگابایت هاست رایگان برای وبلاگ نویسان تبیانی در نظر گرفته‌است.